# Opera Magna
Opera Magna es un grupo de power metal proveniente de Valencia, España, fundado en 1997 por Enrique Mompó y Francisco Javier Nula.

## Historia
Desde su aparición hasta el año 2000, Enrique Mompó y Francisco Javier Nula comenzaron la composición del disco El último caballero. Una vez concluida, comenzaron a buscar músicos adecuados para grabar las canciones. El primero en formar parte del grupo fue Fernando Asensi (batería y productor), que pronto pasó a ser miembro definitivo del grupo. En el 2001, se unen a la formación Alejandro Penella como bajista y el vocalista Pablo Solano (actualmente en Dragonfly), conocido de Fernando Asensi.
Con esta formación, Opera Magna grabó la maqueta Opera Prima con tres canciones: «Horizontes de gloria», «Tierras de tormento» y «La sangre del enemigo», que posteriormente fueron incluidas en su primer larga duración. A finales del 2004, José Vicente Broseta reemplazó a Pablo en las voces y, ya con él en la banda, grabaron El último caballero (2006). Tras la grabación del disco, Fernando Asensi abandona la batería para dedicarse únicamente a labores de producción en Fireworks Estudios, siendo sustituido por Adrian Romero. Finalmente, Rubén Casas entró como teclista de Opera Magna.
Como adelanto del segundo álbum, Poe, Opera Magna sacó a la venta, el 26 de junio de 2009, el adelanto «Un sueño en un sueño», el cual contiene las canciones: «Un sueño en un sueño», «Entierro prematuro», «Torquemada» (cover de Avalanch), entre otras.
El 31 de marzo del 2010 salió a la venta su segundo disco de estudio, Poe. La temática de este disco gira en torno de los relatos del escritor estadounidense. Siendo cada canción, excepto la última, una representación de uno de ellos. Este disco cuenta con las voces invitadas del actor de doblaje Luis Posada (conocido por ser una de las voces de doblaje más reputadas de España, entre las que se encuentran actores como Jim Carrey, Johnny Depp o Leonardo Di Caprio) en la narración de la intro, la actriz de teatro y musicales Julia Möller en la canción El retrato Oval, y Pedro Saz (In Mute) en las voces guturales que aparecen en El demonio de la perversidad.
En 2014 la banda anuncia el lanzamiento de Del amor y otros demonios, y confirma que será una obra conceptual que se dividirá en tres actos, cada uno en forma de disco: Del amor y otros demonios - Acto 1 (2014), Del Amor y otros demonios - Acto 2 (2015) y Del Amor y otros demonios - Acto 3 (2019).
En 2023 anuncia el lanzamiento de su futuro disco, Heroica, el cual se publicará  el 1 de marzo de 2024 con el anticipo La Muerte de un Poeta, canción dedicada al poeta Federico  García Lorca.

## Miembros
- Alejandro Penella - Bajo
- Enrique Mompó - Guitarra rítmica
- Francisco Javier Nula - Guitarra solista
- José Vicente Broseta - Voz
- Nacho Sánchez - Teclados

## Miembros anteriores
- Pablo Solano - Voz
- Fernando Asensi - Batería
- Adrià Romero - Batería
- Rubén Casas - Teclado

## Discografía

### Maquetas
- Opera Prima (Demo) - (2002)

### Álbumes/EP
- El Último Caballero - (2006)
- Un Sueño En Un Sueño EP - (2009)
- Poe - (2010)
- El Último Caballero Remasterizado - (2014)
- ...Del Directo - (2014)
- Del Amor y Otros Demonios - Acto I - (2014)
- Del Amor y Otros Demonios - Acto II - (2015)
- Directo en Fireworks Estudios - (2017)
- Del Amor y Otros Demonios - Acto III - (2019)
- Del Amor y Otros Demonios (Recopilatorio 3 EPs)  - (2019)
- What Was Dreamt And Lived - (2022)
- Where Once Was Beating My Dark Heart - (2022)
- Of Love and Other Demons - (2023)
- Heroica - (2024)

### Sencillos
- Un Sueño En Un Sueño - (2009)
- In Nomine - (2018)
- Mi Reino, El Olvido - (2019)
- ¿Qué es? What's This? - (2020)
- John Williams Tribute - (2021)
- La Muerte de un Poeta - (2023)
- Volver - (2024)
- Heroica - (2024)